# Bissy-sous-Uxelles
Bissy-sous-Uxelles és un municipi francès, situat al departament de Saona i Loira i a la regió de Borgonya - Franc Comtat. L'any 2007 tenia 70 habitants.

## Demografia

### Població
El 2007 la població de fet de Bissy-sous-Uxelles era de 70 persones. Hi havia 36 famílies, de les quals 12 eren unipersonals (12 dones vivint soles i 12 dones vivint soles), 12 parelles sense fills, 8 parelles amb fills i 4 famílies monoparentals amb fills.
La població ha evolucionat segons el següent gràfic:
Habitants censats

### Habitatges
El 2007 hi havia 82 habitatges, 35 eren l'habitatge principal de la família, 41 eren segones residències i 6 estaven desocupats. 80 eren cases i 2 eren apartaments. Dels 35 habitatges principals, 29 estaven ocupats pels seus propietaris i 6 estaven llogats i ocupats pels llogaters; 6 tenien dues cambres, 6 en tenien tres, 11 en tenien quatre i 11 en tenien cinc o més. 24 habitatges disposaven pel capbaix d'una plaça de pàrquing. A 18 habitatges hi havia un automòbil i a 14 n'hi havia dos o més.

### Piràmide de població
La piràmide de població per edats i sexe el 2009 era:
| Homes | Edats   | Dones |
| ----- | ------- | ----- |
| 0     | 95 o +  | 0     |
| 0     | 90 a 94 | 0     |
| 0     | 85 a 89 | 0     |
| 0     | 80 a 84 | 0     |
| 0     | 75 a 79 | 4     |
| 8     | 70 a 74 | 4     |
| 0     | 65 a 69 | 4     |
| 0     | 60 a 64 | 0     |
| 8     | 55 a 59 | 0     |
| 0     | 50 a 54 | 4     |
| 0     | 45 a 49 | 8     |
| 0     | 40 a 44 | 0     |
| 0     | 35 a 39 | 0     |
| 4     | 30 a 34 | 4     |
| 0     | 25 a 29 | 0     |
| 0     | 20 a 24 | 0     |
| 0     | 15 a 19 | 0     |
| 0     | 10 a 14 | 0     |
| 4     | 5 a 9   | 0     |
| 4     | 0 a 4   | 0     |

## Economia
El 2007 la població en edat de treballar era de 37 persones, 25 eren actives i 12 eren inactives. De les 25 persones actives 23 estaven ocupades (9 homes i 14 dones) i 2 estaven aturades (1 home i 1 dona). De les 12 persones inactives 8 estaven jubilades, 1 estava estudiant i 3 estaven classificades com a «altres inactius».
Activitats econòmiques
L'any 2000 a Bissy-sous-Uxelles hi havia 4 explotacions agrícoles.

## Poblacions més properes
El següent diagrama mostra les poblacions més properes.